# Mistrzostwa Czterech Kontynentów w Łyżwiarstwie Figurowym 2022
Mistrzostwa czterech kontynentów w łyżwiarstwie figurowym 2022 – 23. edycja zawodów rangi mistrzowskiej dla łyżwiarzy figurowych z Azji, Afryki, Ameryki oraz Australii i Oceanii. Mistrzostwa odbywają się od 18 do 23 stycznia 2022 roku w Tallinnie w hali Tondiraba Ice Hall.
Początkowo mistrzostwa miały odbyć się w Tiencinie w Chinach, ale ze względu na pandemię COVID-19 Chiny zrezygnowały z organizacji zawodów. Do przejęcia organizacji nie zgłosiła się żadna inna federacja z ów czterech kontynentów, dlatego mistrzostwa przeniesiono do estońskiego Tallinnu, gdzie tydzień wcześniej odbywały się mistrzostwa Europy. Po raz pierwszy w historii mistrzostwa czterech kontynentów odbywały się na kontynencie europejskim.
Mistrzem w konkurencji solistów został Koreańczyk Cha Jun-hwan, zaś mistrzynią wśród solistek Japonka Mai Mihara. W parach sportowych zwyciężyli reprezentanci Stanów Zjednoczonych Audrey Lu i Misha Mitrofanov, podobnie jak w parach tanecznych, gdzie pierwszy tytuł mistrzowski zdobyli Caroline Green i Michael Parsons.

## Terminarz
| Data        | Godzina                     | Konkurencja   | Segment          |
| ----------- | --------------------------- | ------------- | ---------------- |
| 20 stycznia | 12:35 UTC+02:00 / 11:35 CET | Pary taneczne | Taniec rytmiczny |
| 20 stycznia | 15:45 UTC+02:00 / 14:45 CET | Pary sportowe | Program krótki   |
| 20 stycznia | 17:30 UTC+02:00 / 16:30 CET | Solistki      | Program krótki   |
| 21 stycznia | 12:16 UTC+02:00 / 11:26 CET | Soliści       | Program krótki   |
| 21 stycznia | 18:20 UTC+02:00 / 17:20 CET | Pary taneczne | Taniec dowolny   |
| 22 stycznia | 12:30 UTC+02:00 / 11:30 CET | Solistki      | Program dowolny  |
| 22 stycznia | 18:50 UTC+02:00 / 17:50 CET | Pary sportowe | Program dowolny  |
| 23 stycznia | 11:54 UTC+02:00 / 10:54 CET | Soliści       | Program dowolny  |

## Klasyfikacja medalowa
| L.p. | Reprezentacja     | Złoto | Srebro | Brąz | Razem |
| ---- | ----------------- | ----- | ------ | ---- | ----- |
| 1    | Stany Zjednoczone | 2     | 1      | 1    | 4     |
| 2    | Japonia           | 1     | 2      | 1    | 4     |
| 3    | Korea Południowa  | 1     | 1      | 1    | 3     |
| 4    | Kanada            | 0     | 0      | 1    | 1     |

## Rekordy świata
| Rekordy świata (GOE±5) na moment rozpoczęcia zawodów (stan na 20 stycznia 2022): | Rekordy świata (GOE±5) na moment rozpoczęcia zawodów (stan na 20 stycznia 2022): | Rekordy świata (GOE±5) na moment rozpoczęcia zawodów (stan na 20 stycznia 2022): | Rekordy świata (GOE±5) na moment rozpoczęcia zawodów (stan na 20 stycznia 2022): | Rekordy świata (GOE±5) na moment rozpoczęcia zawodów (stan na 20 stycznia 2022): | Rekordy świata (GOE±5) na moment rozpoczęcia zawodów (stan na 20 stycznia 2022): |
| Konkurencja                                                                      | Segment                                                                          | Zawodnicy                                                                        | Punkty                                                                           | Zawody                                                                           | Data                                                                             |
| -------------------------------------------------------------------------------- | -------------------------------------------------------------------------------- | -------------------------------------------------------------------------------- | -------------------------------------------------------------------------------- | -------------------------------------------------------------------------------- | -------------------------------------------------------------------------------- |
| Soliści                                                                          | Nota łączna                                                                      | Nathan Chen                                                                      | 335,30                                                                           | Finał Grand Prix 2019                                                            | 7 grudnia 2019                                                                   |
| Soliści                                                                          | Program dowolny                                                                  | Nathan Chen                                                                      | 224,92                                                                           | Finał Grand Prix 2019                                                            | 7 grudnia 2019                                                                   |
| Soliści                                                                          | Program krótki                                                                   | Yuzuru Hanyū                                                                     | 111,82                                                                           | Mistrzostwa czterech kontynentów 2020                                            | 7 lutego 2020                                                                    |
| Solistki                                                                         | Nota łączna                                                                      | Kamiła Walijewa                                                                  | 272,71                                                                           | Rostelecom Cup 2021                                                              | 27 listopada 2021                                                                |
| Solistki                                                                         | Program dowolny                                                                  | Kamiła Walijewa                                                                  | 185,29                                                                           | Rostelecom Cup 2021                                                              | 27 listopada 2021                                                                |
| Solistki                                                                         | Program krótki                                                                   | Kamiła Walijewa                                                                  | 90,45                                                                            | Mistrzostwa Europy 2022                                                          | 13 stycznia 2022                                                                 |
| Pary sportowe                                                                    | Nota łączna                                                                      | Anastasija Miszyna / Aleksandr Gallamow                                          | 239,82                                                                           | Mistrzostwa Europy 2022                                                          | 13 stycznia 2022                                                                 |
| Pary sportowe                                                                    | Program dowolny                                                                  | Anastasija Miszyna / Aleksandr Gallamow                                          | 157,46                                                                           | Mistrzostwa Europy 2022                                                          | 13 stycznia 2022                                                                 |
| Pary sportowe                                                                    | Program krótki                                                                   | Anastasija Miszyna / Aleksandr Gallamow                                          | 82,36                                                                            | Mistrzostwa Europy 2022                                                          | 12 stycznia 2022                                                                 |
| Pary taneczne                                                                    | Nota łączna                                                                      | Gabriella Papadakis / Guillaume Cizeron                                          | 226,61                                                                           | NHK Trophy 2019                                                                  | 23 listopada 2019                                                                |
| Pary taneczne                                                                    | Taniec dowolny                                                                   | Gabriella Papadakis / Guillaume Cizeron                                          | 136,58                                                                           | NHK Trophy 2019                                                                  | 23 listopada 2019                                                                |
| Pary taneczne                                                                    | Taniec rytmiczny                                                                 | Gabriella Papadakis / Guillaume Cizeron                                          | 90,03                                                                            | NHK Trophy 2019                                                                  | 22 listopada 2019                                                                |

## Wyniki

### Soliści
| Poz. | Zawodnik              | Reprezentacja     | Nota łączna | SP | SP    | FS  | FS     |
| ---- | --------------------- | ----------------- | ----------- | -- | ----- | --- | ------ |
| 1    | Cha Jun-hwan          | Korea Południowa  | 273,22      | 1  | 98,96 | 1   | 174,26 |
| 2    | Kazuki Tomono         | Japonia           | 268,99      | 2  | 97,10 | 2   | 171,89 |
| 3    | Kao Miura             | Japonia           | 251,07      | 3  | 88,37 | 3   | 162,70 |
| 4    | Sena Miyake           | Japonia           | 240,02      | 5  | 79,67 | 4   | 160,35 |
| 5    | Michaił Szajdorow     | Kazachstan        | 234,67      | 8  | 75,96 | 5   | 158,71 |
| 6    | Brendan Kerry         | Australia         | 227,57      | 4  | 81,12 | 8   | 146,45 |
| 7    | Lee Si-hyeong         | Korea Południowa  | 223,18      | 6  | 79,13 | 11  | 144,05 |
| 8    | Tomoki Hiwatashi      | Stany Zjednoczone | 222,37      | 7  | 77,51 | 10  | 144,86 |
| 9    | Joseph Phan           | Kanada            | 220,85      | 10 | 69,70 | 6   | 151,15 |
| 10   | Jimmy Ma              | Stany Zjednoczone | 215,12      | 9  | 69,98 | 9   | 145,14 |
| 11   | Corey Circelli        | Kanada            | 213.02      | 11 | 69,57 | 12  | 143,45 |
| 12   | Camden Pulkinen       | Stany Zjednoczone | 204,39      | 14 | 57,58 | 7   | 146,81 |
| 13   | Dias Jirenbajew       | Kazachstan        | 192,92      | 12 | 66,92 | 13  | 126,00 |
| 14   | Kyeong Jae-seok       | Korea Południowa  | 187,97      | 13 | 63,78 | 14  | 124,19 |
| 15   | James Min             | Australia         | 155,02      | 15 | 54,35 | 15  | 100,67 |
| 16   | Jordan Dodds          | Australia         | 139,15      | 16 | 47,47 | 16  | 91,68  |
| WD   | Harrison Jon-Yen Wong | Hongkong          | DNF         | 17 | 43,95 | DNS | DNS    |

### Solistki
| Poz. | Zawodniczka                 | Reprezentacja     | Nota łączna | SP | SP    | FS | FS     |
| ---- | --------------------------- | ----------------- | ----------- | -- | ----- | -- | ------ |
| 1    | Mai Mihara                  | Japonia           | 218,03      | 1  | 72,62 | 1  | 145,41 |
| 2    | Lee Hae-in                  | Korea Południowa  | 213,52      | 2  | 69,97 | 2  | 143,55 |
| 3    | Kim Ye-lim                  | Korea Południowa  | 209,91      | 3  | 68,93 | 4  | 140,98 |
| 4    | Audrey Shin                 | Stany Zjednoczone | 203,86      | 5  | 67,20 | 5  | 136,66 |
| 5    | Rino Matsuike               | Japonia           | 202,21      | 8  | 60,16 | 3  | 142,05 |
| 6    | You Young                   | Korea Południowa  | 198,56      | 4  | 67,86 | 7  | 130,70 |
| 7    | Yuhana Yokoi                | Japonia           | 185,34      | 12 | 53,93 | 6  | 131,41 |
| 8    | Gabriella Izzo              | Stany Zjednoczone | 180,06      | 7  | 63,19 | 8  | 116,87 |
| 9    | Starr Andrews               | Stany Zjednoczone | 173,01      | 6  | 66,60 | 12 | 106,41 |
| 10   | Gabrielle Daleman           | Kanada            | 172,98      | 9  | 59,01 | 9  | 113,97 |
| 11   | Alison Schumacher           | Kanada            | 168,42      | 11 | 57,36 | 10 | 111,06 |
| 12   | Kailani Craine              | Australia         | 164,02      | 10 | 57,46 | 11 | 106,56 |
| 13   | Véronik Mallet              | Kanada            | 151,87      | 13 | 53,77 | 13 | 98,10  |
| 14   | Jocelyn Hong                | Nowa Zelandia     | 145,62      | 18 | 48,60 | 14 | 97,02  |
| 15   | Ting Tzu-Han                | Chińskie Tajpej   | 145,57      | 17 | 49,15 | 15 | 96,42  |
| 16   | Sofia Lexi Jacqueline Frank | Filipiny          | 139,26      | 14 | 52,74 | 17 | 86,52  |
| 17   | Victoria Alcantara          | Australia         | 138,26      | 16 | 49,73 | 16 | 88,53  |
| 18   | Andrea Montesinos Cantú     | Meksyk            | 133,03      | 19 | 47,36 | 18 | 85,67  |
| 19   | Eugenia Garza               | Meksyk            | 128,73      | 15 | 51,16 | 20 | 77,57  |
| 20   | Tara Prasad                 | Indie             | 127,93      | 20 | 43,31 | 19 | 84,62  |

### Pary sportowe
| Poz. | Zawodnicy                                | Reprezentacja     | Nota łączna | SP | SP    | FS | FS     |
| ---- | ---------------------------------------- | ----------------- | ----------- | -- | ----- | -- | ------ |
| 1    | Audrey Lu / Misha Mitrofanov             | Stany Zjednoczone | 189,10      | 1  | 68,35 | 1  | 120,75 |
| 2    | Emily Chan / Spencer Akira Howe          | Stany Zjednoczone | 180,94      | 3  | 64,47 | 2  | 116,47 |
| 3    | Evelyn Walsh / Trennt Michaud            | Kanada            | 179,70      | 2  | 65,42 | 3  | 114,28 |
| 4    | Deanna Stellato-Dudek / Maxime Deschamps | Kanada            | 172,71      | 5  | 59,07 | 4  | 113,64 |
| 5    | Katie McBeath / Nathan Bartholomay       | Stany Zjednoczone | 168,18      | 4  | 59,54 | 5  | 108,64 |
| 6    | Lori-Ann Matte / Thierry Ferland         | Kanada            | 163,60      | 6  | 55,40 | 6  | 108,20 |

### Pary taneczne
| Poz. | Zawodnicy                                       | Reprezentacja     | Nota łączna | RD | RD    | FD | FD     |
| ---- | ----------------------------------------------- | ----------------- | ----------- | -- | ----- | -- | ------ |
| 1    | Caroline Green / Michael Parsons                | Stany Zjednoczone | 200,59      | 1  | 80,62 | 1  | 119,97 |
| 2    | Kana Muramoto / Daisuke Takahashi               | Japonia           | 181,91      | 2  | 72,43 | 2  | 109,48 |
| 3    | Christina Carreira / Anthony Ponomarenko        | Stany Zjednoczone | 175,67      | 3  | 69,35 | 3  | 106,32 |
| 4    | Carolane Soucisse / Shane Firus                 | Kanada            | 172,45      | 4  | 69,15 | 4  | 103,30 |
| 5    | Emily Bratti / Ian Somerville                   | Stany Zjednoczone | 169,54      | 6  | 67,72 | 5  | 101,82 |
| 6    | Marie-Jade Lauriault / Romain Le Gac            | Kanada            | 166,89      | 5  | 68,66 | 6  | 98,23  |
| 7    | Haley Sales / Nikolas Wamsteeker                | Kanada            | 160,99      | 7  | 62,95 | 7  | 98,04  |
| 8    | Holly Harris / Jason Chan                       | Australia         | 157,00      | 8  | 59,07 | 8  | 97,93  |
| 9    | Charlotte Lafond-Fournier / Richard Kang-in Kam | Nowa Zelandia     | 141,11      | 9  | 57,31 | 9  | 83,80  |
| 10   | India Nette / Eron Westwood                     | Australia         | 113,15      | 10 | 40,89 | 10 | 72,26  |

## Medaliści

### Nota łączna
Medaliści mistrzostw po zsumowaniu punktów za oba programy/tańce w poszczególnych konkurencjach:
| Konkurencja   | Złoto                            | Srebro                            | Brąz                                     |
| Soliści       | Cha Jun-hwan                     | Kazuki Tomono                     | Kao Miura                                |
| Solistki      | Mai Mihara                       | Lee Hae-in                        | Kim Ye-lim                               |
| Pary sportowe | Audrey Lu / Misha Mitrofanov     | Emily Chan / Spencer Akira Howe   | Evelyn Walsh / Trennt Michaud            |
| Pary taneczne | Caroline Green / Michael Parsons | Kana Muramoto / Daisuke Takahashi | Christina Carreira / Anthony Ponomarenko |

### Program/taniec dowolny
Zdobywcy małych medali za drugi segment zawodów tj. program/taniec dowolny:
| Konkurencja   | Złoto                            | Srebro                            | Brąz                                     |
| Soliści       | Cha Jun-hwan                     | Kazuki Tomono                     | Kao Miura                                |
| Solistki      | Mai Mihara                       | Lee Hae-in                        | Rino Matsuike                            |
| Pary sportowe | Audrey Lu / Misha Mitrofanov     | Emily Chan / Spencer Akira Howe   | Evelyn Walsh / Trennt Michaud            |
| Pary taneczne | Caroline Green / Michael Parsons | Kana Muramoto / Daisuke Takahashi | Christina Carreira / Anthony Ponomarenko |

### Program krótki/taniec rytmiczny
Zdobywcy małych medali za pierwszy segment zawodów tj. program krótki lub taniec rytmiczny:
| Konkurencja   | Złoto                            | Srebro                            | Brąz                                     |
| Soliści       | Cha Jun-hwan                     | Kazuki Tomono                     | Kao Miura                                |
| Solistki      | Mai Mihara                       | Lee Hae-in                        | Kim Ye-lim                               |
| Pary sportowe | Audrey Lu / Misha Mitrofanov     | Evelyn Walsh / Trennt Michaud     | Emily Chan / Spencer Akira Howe          |
| Pary taneczne | Caroline Green / Michael Parsons | Kana Muramoto / Daisuke Takahashi | Christina Carreira / Anthony Ponomarenko |